# Ethaline Hartge Cortelyou
Ethaline Hartge Cortelyou (26. listopadu 1909 New Kingstown, Pensylvánie – 19. července 1997 Colorado Springs) byla americká chemička, editorka, vědecká a technická spisovatelka, která pracovala na projektu Manhattan v Metalurgické laboratoři Chicagské univerzity (Met Lab). Působila také jako redaktorka časopisu Chemical Bulletin.
Cortelyou pracovala v mnoha vládních agenturách, akademických institucích a průmyslových společnostech. Byla jednou ze 70 vědců, kteří v roce 1945 podepsali petici Szilard varující vládu Spojených států před svržením atomové bomby na Japonsko.
Cortelyouová byla velkou zastánkyní žen ve vědě a během své kariéry zpochybňovala genderové rozdíly ve vědecké práci. Kritizovala nerovné zacházení se ženami ze strany zaměstnavatelů a tvrdila, že nedostatečné využívání žen brzdí vědecký pokrok Spojených států.

## Život
Ethaline se narodila jako Ethaline Hartge 26. listopadu 1909 v New Kingstownu v Pensylvánii. Studovala chemii na Alfred College v New Yorku a v roce 1932 získala bakalářský titul v oboru chemie.
V dubnu 1930 se provdala za Warrena P. Cortelyou, který byl předsedou katedry chemie Rooseveltovy univerzity. Měli spolu dceru Marii. Ethaline zemřela 19. července 1997 v Colorado Springs.

### Kariera během války

Nejdůležitější pracoviště Projektu Manhattan v USA a Kanadě

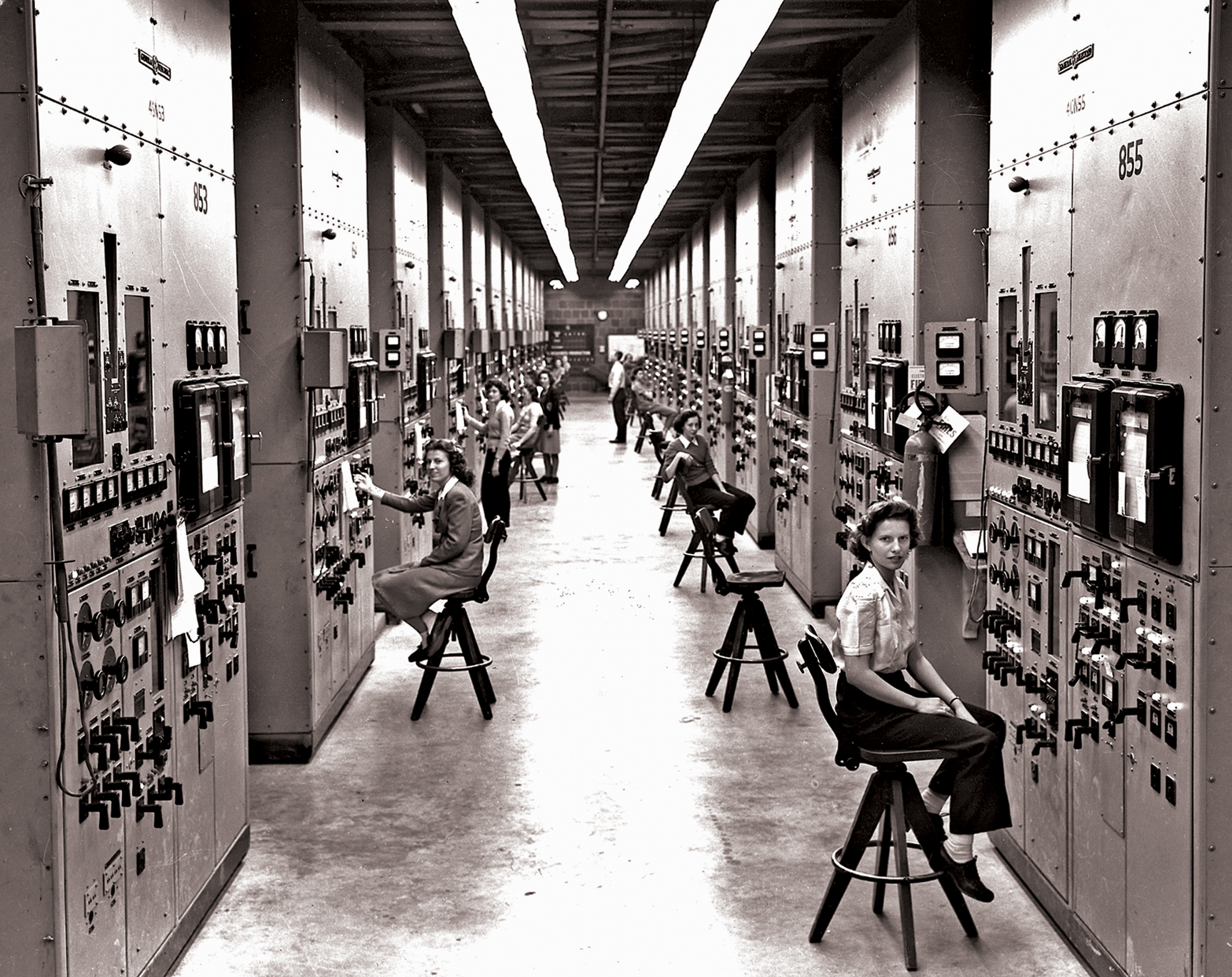
Projekt Manhattan, Oak Ridge, národní nukleární bezpečnostní komplex Y-12. Operátoři pracují na hmotnostním spektrometru Calutron, který se používal pro výrobu štěpného materiálu z uranové rudy.

Nejvíce se proslavila svou pozicí junior chemičky a technické redaktorky v metalurgické laboratoři Chicagské univerzity (Met Lab) během Projektu Manhattan. Ve své funkci pomáhala připravovat tajnou tabulku izotopů. Projekt Manhattan Engineering District (MED) byl krycí název pro utajený americký vývoj atomové bomby za 2. světové války v období 1942–1946. Výzkumné a výrobní provozy se nacházely na 30 místech v USA, Velké Británii a Kanadě. Tento projekt zaměstnával celkem 225 000 lidí a dalších 600 000 lidí na něm pracovalo nepřímo. Většina lidí nevěděla, že pracuje na jednom z nejdůležitějších válečných úkolů druhé světové války.

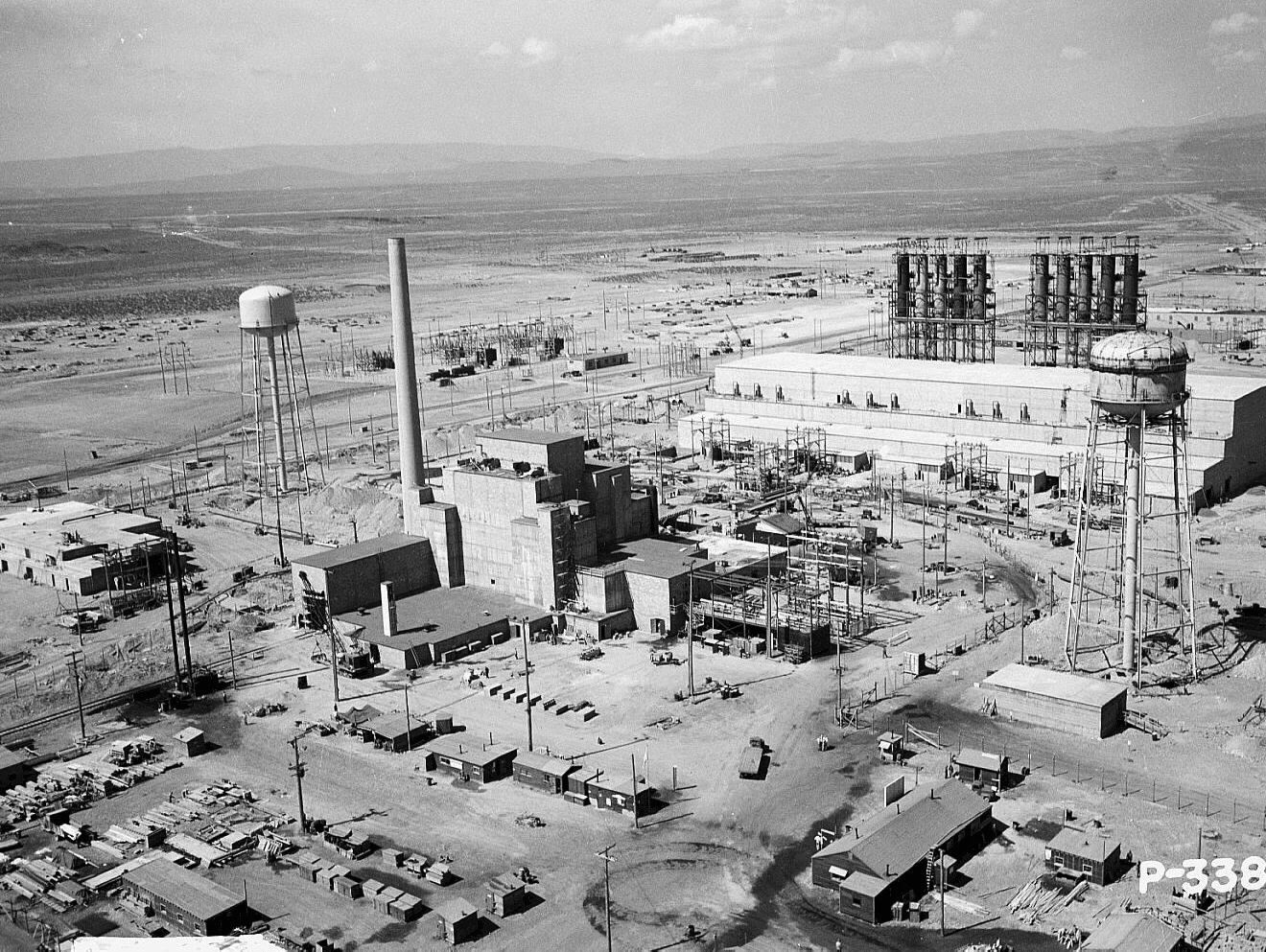
Letecký snímek reaktoru v Hanfordu, červen 1944

Poznatky získané v Projektu Manhattan byly využity při konstrukci pum Little Boy a Fat Man, které byly 6. a 9. srpna 1945 shozeny na japonská města Hirošima a Nagasaki. Cortelyou byla proti svržení atomové bomby na Japonsko a byla jednou z deseti žen (mezi 70 vědci), které v roce 1945 podepsaly petici Szilard vyzývající vládu Spojených států, aby upustila od tohoto záměru.

### Kariera po válce
- Byla jednou z prvních členek Divize chemické literatury (DCL) Americké chemické společnosti (ACS) a byla jednou z jejích nejaktivnějších autorek v období 1943–1964. V roce 1958 a od roku 1965 do jara 1969 působila jako redaktorka publikace DCL Chemical Literature (nyní Chemical Information Bulletin). Do května 1959 napsala 40 publikací o chemii a technickém psaní.
- Sedm let pracovala v Armour Research Foundation (nyní IIT Research Institute) jako technická redaktorka a dva roky jako literární analytička.
- Jako technická redaktorka pracovala také v Atlantické divize Aeorojet-General Corporation ve Fredericku v Marylandu.
- Pracovala také v Argonne National Laboratory, National Institute of Arthritis and Metabolic Diseases a National Aeronautics and Space Administration (NASA), kde byla specialistkou na vědecké informace.
- V září 1948 pomohla zorganizovat program National Cooperative Undergraduate Research, který měl za cíl, aby se vysokoškolští studenti více zapojili do chemického výzkumu. Byla jmenována sekretářkou programu a editorkou katalogu projektů.
- Zorganizovala a sloužila jako první prezident chicagské pobočky Asociace technických spisovatelů a redaktorů (TWE). TWE se později sloučila s dalšími organizacemi a vytvořila Společnost pro technickou komunikaci. Byla také zapojena do vedení TWE na národní úrovni, sloužila v jejich výkonném výboru a předsedala výboru pro ústavu a stanovy.  Prostřednictvím svých vedoucích rolí pomohla zajistit, aby TWE byla inkluzivní pro ženy.

## Pomoc vědkyním
- Na začátku své kariéry Cortelyou radila ženám, aby přijaly práci vědecko-technických redaktorek, kterou dělala i ona.[3] Domnívala se, že při této práci zažijí méně opozice ze strany mužů, než při práci v laboratoři. Poukazovala i na výhody těchto pozic, které jsou flexibilnější, umožňují založení rodiny a návrat do práce po porodu a péči o děti.[4]
- V roce 1958 však začala považovat takové nasměrování žen za plýtvání talentem, které je škodlivé pro pokrok vědy. Stala se silným zastáncem změny vědecké kultury, aby lépe vyhovovala a podporovala ženy. V článku Využití chemické ženské síly v boji proti údajnému nedostatku chemiků pro Chemical Bulletin z června 1958 kritizovala zaměstnavatele, kteří se vyhýbali najímání žen nebo s nimi zacházeli nerovně oproti mužům.[4]
- Cortelyou sloužila jako důstojnice ženského vědeckého bratrstva Sigma Delta Epsilon. V prosinci 1958 na jejich každoročním setkání All Women in Science, který byl součástí Konference o účasti žen ve vědě (Americká asociace pro pokrok ve vědě – AAAS), přednesla jeden ze svých zásadních projevů na téma Postavení amerických vědkyň. Cortelyou přičítala část vědeckých úspěchů Sovětského svazu začleněním vědkyň do výzkumu. Vyzvala proto zaměstnavatele, aby pomáhali svým zaměstnankyním s mateřskou dovolenou, vzděláváním na částečný úvazek a zajištěním pracovních příležitostí po návratu z mateřské dovolené. Vyzvala také ostatní vědkyně, aby se navzájem podporovaly.[4]
- Cortelyou byla jednou ze zakládajících členek Národní rady pro účast žen ve vědě,[4] která vznikla v březnu 1959. Navzdory získání počátečního financování na vytvoření centra, které by pomohlo ukončit diskriminační praktiky v zaměstnání a vzdělávání vědkyň, byla jeho činnost ukončena z technických a finančních důvodů.